# 권력관계
권력관계란 국가 또는 공공단체와 개인이 법률상 지배자와 복종자의 지위에 서는 관계를 말하며 일반권력관계와 특별권력관계로 나뉜다. 본래적 공법관계로서 원칙상 사법적용이 배제되나 예외적으로 법의 일반원칙이나 법의 기술적 약속 등은 적용될 수 있으며 분쟁의 해결은 항고쟁송에 의한다. 관리관계와 대응된다.

## 일반권력관계
국가 또는 공공단체가 통치권에 기하여 국민에게 명령, 강제함으로써 그 양자간에 성립하는 권리관계를 말한다.

## 특별권력관계
특별한 법률상의 원인(법률의 규정 또는 당사자의 동의)에 기하여 공법상의 특정목적에 필요한 한도내에서 포괄적으로 당사자의 일방이 타방을 지배하고 타방이 이에 복종하는 것을 내용으로 하는 관계이다.

## 참고 문헌
- 김철용, 행정법 2(김철용)(제5판), 박영사. (ISBN 9788910513230)

## 같이 보기
- 관리관계
- 국고관계
- 조직법상의 관계